# Robert Gumny
Robert Gumny (Poznań, 1998. június 4. –) lengyel válogatott labdarúgó, a német Augsburg hátvédje.

## Pályafutása

### Klubcsapatokban
Gumny a lengyelországi Poznań városában született. Az ifjúsági pályafutását a helyi Lech Poznań akadémiájánál kezdte.
2016-ban mutatkozott be a Lech Poznań első osztályban szereplő felnőtt keretében. A 2016–17-es szezon második felében a másodosztályú Podbeskidzie csapatát erősítette kölcsönben. 2020. szeptember 2-án ötéves szerződést kötött a német első osztályban érdekelt Augsburg együttesével. Először a 2020. október 26-ai, Bayer Leverkusen ellen 3–1-re elvesztett mérkőzés 81. percében, Raphael Framberger cseréjeként lépett pályára. Első gólját 2021. április 23-án, a Köln ellen hazai pályán 3–2-es vereséggel zárult találkozón szerezte meg.

### A válogatottban
Gumny az U17-estől az U21-esig szinte minden korosztályos válogatottban képviselte Lengyelországot.
2020-ban debütált a felnőtt válogatottban. Először a 2020. november 11-ei, Ukrajna ellen 2–0-ra megnyert barátságos mérkőzésen lépett pályára.

## Statisztikák
2023. május 27. szerint
| Klub                      | Szezon   | Osztály     | Bajnokság | Bajnokság | Kupa  | Kupa | Nemzetközi | Nemzetközi | Összesen | Összesen |
| Klub                      | Szezon   | Osztály     | Meccs     | Gól       | Meccs | Gól  | Meccs      | Gól        | Meccs    | Gól      |
| ------------------------- | -------- | ----------- | --------- | --------- | ----- | ---- | ---------- | ---------- | -------- | -------- |
| Lech Poznań               | 2015–16  | Ekstraklasa | 4         | 0         | 1     | 0    | —          | —          | 5        | 0        |
| Lech Poznań               | 2016–17  | Ekstraklasa | 6         | 0         | 1     | 0    | —          | —          | 7        | 0        |
| Lech Poznań               | 2017–18  | Ekstraklasa | 33        | 0         | 0     | 0    | 5          | 0          | 38       | 0        |
| Lech Poznań               | 2018–19  | Ekstraklasa | 19        | 1         | 1     | 0    | —          | —          | 20       | 1        |
| Lech Poznań               | 2019–20  | Ekstraklasa | 21        | 1         | 2     | 0    | —          | —          | 23       | 1        |
| Lech Poznań               | 2020–21  | Ekstraklasa | 1         | 0         | 0     | 0    | 1          | 0          | 2        | 0        |
| Lech Poznań               | Összesen | Összesen    | 84        | 2         | 5     | 0    | 6          | 0          | 95       | 2        |
| Podbeskidzie (kölcsönben) | 2016–17  | I Liga      | 14        | 2         | 0     | 0    | —          | —          | 14       | 2        |
| Augsburg                  | 2020–21  | Bundesliga  | 24        | 1         | 2     | 0    | —          | —          | 26       | 1        |
| Augsburg                  | 2021–22  | Bundesliga  | 28        | 0         | 2     | 0    | —          | —          | 30       | 0        |
| Augsburg                  | 2022–23  | Bundesliga  | 29        | 1         | 1     | 0    | —          | —          | 30       | 1        |
| Augsburg                  | Összesen | Összesen    | 81        | 2         | 5     | 0    | 0          | 0          | 86       | 2        |
| Összesen                  | Összesen | Összesen    | 179       | 6         | 10    | 0    | 6          | 0          | 195      | 6        |

### A válogatottban
| Válogatott    | Év       | Pályára lépés | Gól |
| ------------- | -------- | ------------- | --- |
| Lengyelország | 2020     | 1             | 0   |
| Lengyelország | 2021     | 1             | 0   |
| Lengyelország | 2022     | 3             | 0   |
| Lengyelország | 2023     | 1             | 0   |
| Összesen      | Összesen | 6             | 0   |

## Sikerei, díjai
Lech Poznań
- Lengyel Kupa
  - Döntős (1): 2015–16

- Lengyel Szuperkupa
  - Győztes (1): 2016